# Anastatus catalonicus
Anastatus catalonicus is een vliesvleugelig insect uit de familie Eupelmidae. De wetenschappelijke naam is voor het eerst geldig gepubliceerd in 1935 door Bolivar y Pieltain.